# 우르줄라 콘체트
우르줄라 콘체트(독일어: Ursula Konzett, 1958년 3월 18일~)은 리히텐슈타인의 알파인 스키 선수이다. 1984년 동계 올림픽 여자 회전 부문에서 동메달을 획득했다.